# Gabriella Cilmi
Gabriella Lucia Cilmi (Melbourne, 10 de outubro de 1991) é uma cantora e compositora  australiana e multivencedora do ARIA Music Awards. Ela é mais conhecida pelo seu single "Sweet About Me", lançado em abril de 2008 na Austrália.

## Infância
Cilmi, nascida em Melbourne, é descendente direta de italianos, e atualmente vive com seus pais, Paula e Joe, que são naturais da província de Calábria, no sul da Itália.
Já nos seus primeiros anos, Gabriella revelou seu interesse pela música de variados estilos como: Nina Simone, Led Zeppelin, Janis Joplin, The Sweet, T.Rex e Cat Stevens. Apesar da sua aptidão natural para música e seu talento vocal, ela disse que faltou disciplina necessária para seguir uma carreira musical. Idólatra de Janis Joplin, durante o tempo em que cantou com uma banda fez covers de Led Zeppelin, Jet, Silverchair e outros. Gabriella já gravou músicas originais com os escritores/produtores Barbara e Adrian Hannan de The SongStore.
Em 2004, ela chamou atenção de um executivo da Warner Music, Michael Parisi, enquanto se apresentava no Lygon Street Festa, um festival da comunidade de Melbourne, cantando "Jumping Jack Flash", dos Rolling Stones. Com apenas 13 anos, Gabriella viajou para os Estados Unidos e depois para o Reino Unido com Adrian Hannan e foi lá que propuseram um negócio maior que o dos Estados Unidos. Ela afinal assinou um contrato com a Island Records no Reino Unido.

## Carreira musical

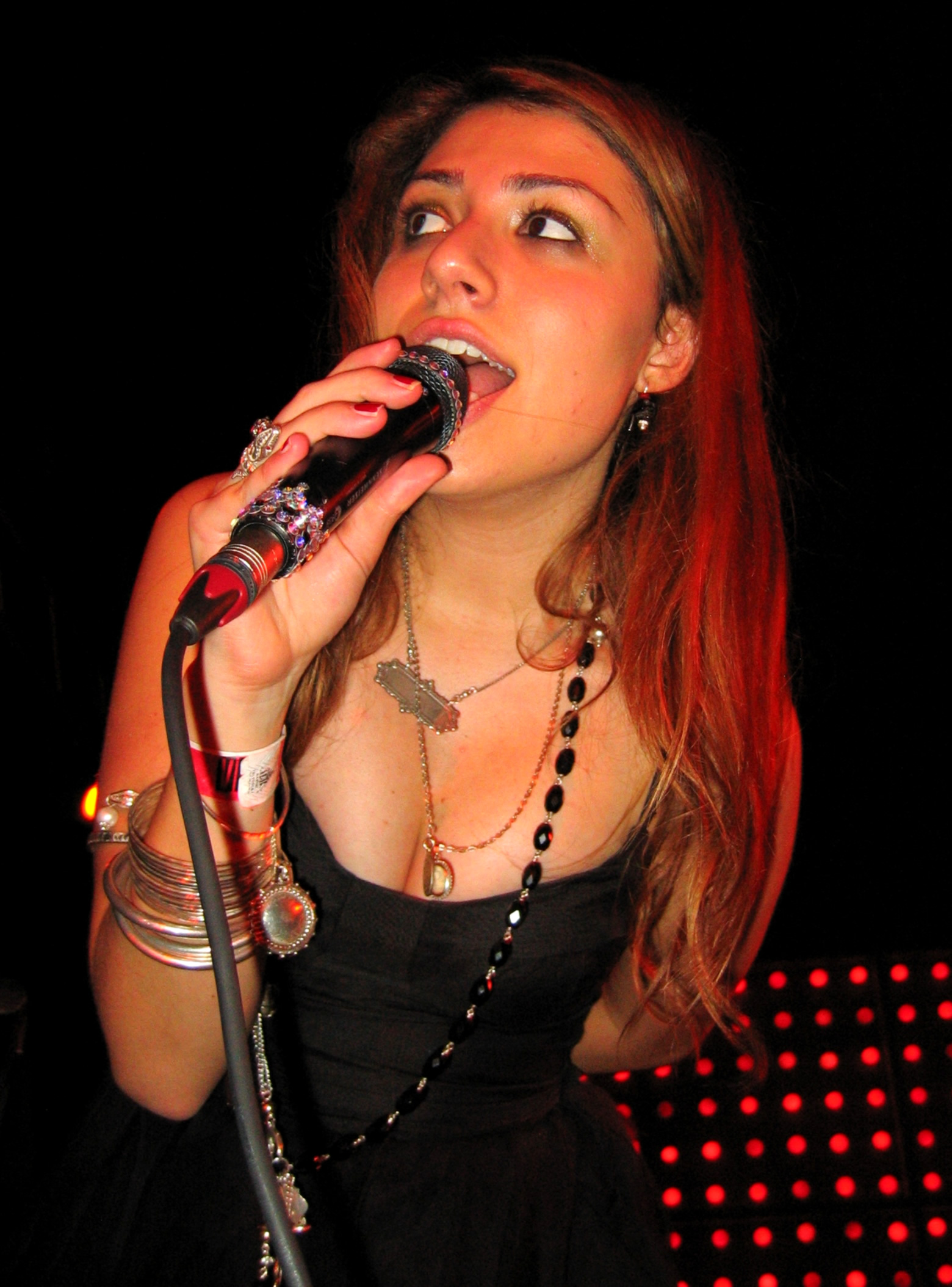
Gabriella Cilmi numa apresentação (2008)

As faixas "Don't Tell Me" e "Sorry" foram co-escritas com Barbara e Adrian Hannan. Elas apareceram na trilha sonora do filme australiano Os Reis da Galera em 2005.
Gabriella juntamente com sua empresária (Cassandra Gracey), escritores/produtores (Xenomania) e sua gravadora britânica (Island), conseguiu cantar com o Sugababes, substituindo uma integrante da banda, Mutya Buena, em um show no Jazz Café em Londres em 2007. Ela estreou na TV britânica em 14 de dezembro de 2007, quando ela cantou o seu novo single, até então; "Sweet About Me", no programa Later with Jools Holland. Em dezembro de 2007 a música de Gabriella, "Sanctuary", entrou na trilha sonora do filme St Trinian's.
Gabriella também já cantou o tema da série britânica Echo Beach, que foi ao ar no começo de 2008 na ITV1. É um cover da música "Echo Beach" de Martha and the Muffins.
Seu primeiro álbum Lessons To Be Learned foi escrito e gravado pelo famoso grupo de produtores Xenomania e foi lançado em 31 de março de 2008 no Reino Unido. Ela tem sido comparada com Amy Winehouse, Anastacia e também Macy Gray, por causa de sua ocasional fratura na voz.[carece de fontes?]
O single "Sweet About Me" estreou no número 68 no UK Singles Chart em 9 de março de 2008 e foi ao número 50 na semana seguinte. O single conseguiu subir novamente para o número 20, pelas duas semanas seguintes depois que o CD esteve disponível. Apesar dele ter caído para a posição 23, re-entrou no top vinte para o número 19 em 18 de maio, e em 15 de junho o single conseguiu sua posição mais alta, o número 6, e 17 na parada irlandesa; Irish Singles Chart. Estreou no número 13 em downloads na Austrália, e alcançou o número 1. Gabriella Cilmi venceu em todas as categorias em que foi nomeada no ARIA Awards, na Austrália, foram elas; Melhor Artista Feminina, Artista Revelação: Single (Sweet About Me), Artista Revelação: Álbum (Lessons To Be Learned), Melhor Álbum Pop (Lessons To Be Learned), Single Mais Vendido (Sweet About Me) e Single do Ano (Sweet About Me). Parte do sucesso deve ser ligado à música "Sweet About Me", que foi usada para vender o desodorante Sure/Rexona por todo mundo em 2008. O single também chegou ao número 6, na parada holandesa; Dutch Top 40, em setembro de 2008.
Ela cantou "Sweet About Me" em vários programas, como o Sunrise no Seven Network, em 1 de abril de 2008 e novamente no talk show do seriado Rove cinco dias depois. Ela também cantou esse single no chat show The Late Late Show da Irlanda em 23 maio de 2008.
De março a maio de 2008, ela acompanhou a turnê Change Tour do Sugababes, no Reino Unido, e a banda Nouvelle Vague. Ela abriu para James Blunt na sua turnê na Austrália, em junho de 2008 e participou de um show da MTV Grécia, na Grécia, em 3 de outubro de 2008, ao lado de R.E.M e Kaiser Chiefs.
Depois de "Sweet About Me" ter ficado no número 2 por várias semanas consecutivas no ARIA Charts, Gabriella reclamou por não ter chegado ao número 1 em 19 de maio de 2008. Em 9 de julho, seu segundo single "Save The Lies", foi exclusivamente premiado pela website do jornal The Sun. "Save The Lies" não conseguiu ser tão bem sucedido quanto "Sweet About Me", alcançando apenas o número 33 na parada britânica. Durante o lançamento de "Save The Lies (Good To Me)" no Reino Unido, houve lançamento subseqüente na Austrália. "Don't Wanna Go to Bed Now" como no segundo single, também não obteve o sucesso de "Sweet About Me" chegando ao número 28 nas paradas.Em 1 de outubro, ela anunciou que "Sanctuary" seria o seu quarto single. Foi lançado em 10 de novembro de 2008, mas não conseguiu nenhum êxito notório nas paradas.Em 20 de janeiro de 2009, foi anunciada que Gabriella foi nomeada na BRIT Awards, na categoria Internacional Feminino. Em 31 de janeiro de 2009, Gabriella cantou na Rod Laver Arena, antes da final masculina da 2009 Australian Open; duas músicas e uma delas foi o seu maior hit, "Sweet About Me"

## Discografia
Álbuns de estúdio
- 2008: Lessons to Be Learned
- 2010: Ten
- 2013: The Sting

Singles
- 2008: "Sweet About Me" — Lessons to Be Learned
- 2008: "Don't Wanna Go to Bed Now" — Lessons to Be Learned
- 2008: "Save the Lies (Good To Me)" — Lessons to Be Learned
- 2008: "Sanctuary" — Lessons to Be Learned
- 2008: "Warm This Winter" — Lessons to Be Learned
- 2010: "On a Mission" - Ten
- 2010: "Hearts Don't Lie" - Ten
- 2010: "Defender" - Ten
- 2013: "The Sting" - 'The Sting'
- 2013: "Symmetry" - 'The Sting'
- 2019: "Ruins" - 'The Water'
- 2019: "The Water" - 'The Water'
- 2019: "Keep On Keeping" - 'The Water'